# Дараиобхарв
Дараиобхарв (Дараиабхарв, Дараибхарв, Абхарвдара, Абхарв, тадж. Обхарв) — река в Таджикистане, в Западном Памире, в Ишкашимском районе Горно-Бадахшанской автономной области, правый приток реки Пяндж (бассейн Амударьи). Образуется при слиянии рек Дараигандарв (Дарай-Гандарв, Гандарв, правая составляющая, берёт исток у пика Маяковского), Дараихудуск (Худуск, Худуск-Дара, средняя составляющая) и Дараизенд (Дарай-Зенд, левая составляющая), которые берут исток на западных склонах Ишкашимского хребта, западной части Шахдаринского (Ваханского) хребта. Течёт на юго-запад. Впадает в Пяндж к северо-западу от Ишкашима, примерно в 10 км ниже по течению. В устье река выбросила в долину Пянджа огромный конус выноса площадью около 400 га. Питание ледниково-снеговое.
Перевал Абхарв — один из простейших путей пересечения Ишкашимского хребта (из долины реки Дараихудуск в долину реки Дараидаршай).
На реке рассматривалась возможность строительства гидроэлектростанции:
Мы несколько раз ставили этот вопрос, и в 1959 году добились, что были отпущены средства на строительство электростанции на реке Обхарв. Затем приехали к нам представители проектного института и сказали, что нельзя строить на этом месте электростанцию, а надо строить на реке Пяндж.
В верховьях рек Ляджвардара (левый приток реки Бадомдара), Даршай и Дараиобхарв известны месторождения флогопита, приуроченные к метаморфической толще.

## Этимология
Гидроним Дараиобхарв состоит из нескольких слов: дара-и + б + харв. Первый компонент является определяемым «дара» — «ущелье, горный проход», связан с определением посредством изафета. Слово «об» означает «вода; река; ручей». «Харв, харвак» означает «долина; ущелье, по которому протекает горный поток» и «ручей; поток».

## Археология
Во время археологических раскопок археологом Актамом Джураевичем Бабаевым (род. 1932) было открыто погребальное сооружение Дараи-Абхарв I, которое по конструкции напоминало «ласточкин хвост» (ограда прямоугольной формы с вогнутыми сторонами и сильно вытянутыми углами). Ограда под валообразной насыпью из лёсса, песка и мелких камней. На концах углы отмечены большими камнями, поставленными вертикально. Могила была сложена из плиточных камней, поставленных на ребро. В центральной части данного сооружения находился каменный ящик, прикрытый более тонким камнем, внутри которого был обнаружен лишь один череп. Таких погребений в Дараи-Абхарв I — две. Внутри ограды над могильной ямой складывался небольшой холмик из камней. Возле черепа с восточной стороны лежали две кости барана. Череп и часть груди были посыпаны угольками. Во второй могиле аналогичное погребение, но, кроме посыпки угольками, у подбородка лежало копыто. В могильнике Гунт II (Мургабский район) — одно погребение с фигурной оградой. Такие могильные сооружения были открыты в Кальта-Туре (в районе реки Кокуй-Бель-Су), Бальянд-Киике и Южбоке. По конструкции эти могильники также напоминают «ласточкин хвост». В могильниках также найдены каменные ящики, содержащие только череп, или другие части скелета. Подобное явление встречается и в более позднее время, в могильнике Рычив (в районе реки Рачив), датированным кушанским периодом. Могильник Дараи Абхарв I расположен на высокой террасе в предгорной части, по отношению к реке Пяндж — на правом берегу, по отношению к реке Дараиобхарв — на левом. Курганов четыре, раскопаны все. Найдены стенки лепных глиняных сосудов (в золе), кости животных.
Могильник Дараи-Абхарв II расположен на правом берегу реки Пяндж, на высокой надпойменной террасе, в предгорной части, южнее могильника Дараи-Абхарв I. Наземные сооружения представлены несколькими вариантами: плоские выкладки из камней прямоугольной формы; выкладки прямоугольной формы, по краям обложены крупными камнями, внутри небольшая наброска из камней, как вариант последней внутри не большая насыпь из камней, в центре положен большой камень. Ограда прямоугольной формы, внутри наполовину засыпана камнями, с западной стороны большие плоские плиты поставлены вертикально. Округлые плоские сплошные каменные выкладки. Могильные ямы овальной формы вырыты в земле. Погребённые лежат на спине в вытянутом положении. Головой ориентированы на северо-запад и северо-восток. Исследован А. Д. Бабаевым и М. А. Бубновой.
На правом берегу сухого сая, выше могильника Дараи Абхарв II расположено поселение Дараи Абхарв III. Несколько построек расположены вдоль склона. Найдены стенки лепных глиняных сосудов. Возможно, могильник Дараи Абхарв II принадлежал этому поселению. Исследовано М. А. Бубновой.
Тупхана Дараи-Абхарв IV — остатки каменной постройки расположены в верховьях сухого сая, выше поселения Дараи-Абхарв III.
Могильник Дараи-Абхарв V датирован второй половиной 1-го тысячелетия до н. э., исследован А. Н. Зелинским. Расположен вдоль одной из высоких террас правого берега реки Дараиобхарв, в 10 км от её впадения в реку Пяндж. Курганов несколько. Раскопаны все. Часть из них — кенотафы (среди плоских круглых выкладок). Наземные сооружения: овальная каменная плита поставлена вертикально, вокруг неё набросаны камни; кольцевой формы ограда, сложена из трёх рядов камней, внутри заложена мелкими камнями. Плоские круглые каменные выкладки. Среди находок — глиняные лепные горшки (на одном изображения козлов, идущих навстречу друг другу, выполнены желтовато-белой краской), железные кинжал и пряжка, бронзовые браслет и пряжка, стеклянные бусы, каменный оселок, амулет овальной формы.
Наскальные рисунки Дараи-Абхарв VI.
На левом берегу реки Дараигандарв (правая составляющая реки Дараиобхарв), выше устья расположен мазар Гандарв I с каменной оградой со входом. На правом берегу — тупхана Гандарв II.

## История исследований
Ю. Б. Симченко вспоминает:
На археологической карте мира Абхарв-дара в пятидесятые годы нашего столетия была белым пятном. Археологи работали всё больше вокруг, а на такие высоты в Бадахшане не забирались. Об этой самой Абхарв-даре ходили в основном легенды, связанные с именем Эскандера Великого — Александра Македонского и не менее знаменитого „снежного человека“. Меня, студента, привлекала как археологическая неизученность Абхарв-дары, так и надежда встретиться со „снежных человеком“, о котором тогда много говорили и писали.

Про саму же Абхарв-дару местные таджики рассказывали массу таинственных и привлекательных вещей. Говорили, что так полно всяких непонятных мест, что там есть и гроты со следами жизни человека, и древние строения и, главное, иного следов дэвов — духов. Насчет следов дэвов никто ничего членораздельного сообщить не мог, в отношении „снежного человека“ действовал мощный эффект свидетеля, а пещеры и гроты указывались достаточно чётко. Смысл эффекта свидетеля следует пояснить. Это означает явление, когда ты встречаешь массу людей, которые видели человека, «который это видел», но никогда не видишь того, «кто видел это» сам.
В 1957 году во время работ на Западном Памире Антропологической экспедиции МГУ под руководством Ю. Г. Рычкова открыт первый могильник сакского времени Дараи-Абхарв. Раскопки осуществлены группой А. Н. Зелинского в 1958 и 1962 гг. При работах в ущелье Дараиобхарв ни А. Д. Бабаеву, ни М. А. Бубновой обнаружить местоположение этого могильника не удалось.
В связи с работой над «Археологической картой ГБАО» в 1989 году М. А. Бубновой проводились дополнительные полевые исследования, в том числе дополнительные раскопки на могильнике Дараи Абхарв I.